# Басейн (фільм, 2003)
«Басейн» (англ. Swimming Pool) — фільм 2003 року французького режисера Франсуа Озона.
Слоган — «На перший погляд, все спокійно»

## Сюжет
Сара Мортон — відома англійська детективна письменниця. Втомившись від Лондона і шукаючи натхнення для свого нового роману, вона приймає пропозицію від свого видавця Джона Бослода оселитися в його будинку в Лубероні, на півдні Франції. За вікном міжсезоння, і Сара вважає, що заміський і неквапливий темп тільки підуть на користь її творчості, коли раптово з'являється розніжена й безтурботна дочка Джона. Манірність і сталева англійська стриманість Сари починає давати тріщину завдяки безтурботному, наповненому сексуальністю способу життя Джулії. Їхні взаємини породжують ряд усе більше й більше тривожних подій.
Ситуація критично загострюється, коли черговий «одноразовий» зв'язок Жюлі обертається кривавою трагедією, кульмінаційним місцем якої стане злощасний басейн, розташований навпроти особняка.

## У Ролях
- Шарлотта Ремплінг …Сара Мортон
- Людівін Саньє …Джулі
- Чарльз Денс …Джон Bosload
- Жан-Марі Ламур …Франк
- Мірей Моссе … Донька Марселя
- Марк Файолль
- Мішель Фо
- Жан-Клод Лека